# Região Metropolitana de Poznań
A Região Metropolitana de Poznań ou, na sua forma portuguesa, da Posnânia (em polaco: Aglomeracja poznańska) é uma área metropolitana da Polónia, na voivodia de Grande Polónia. Estende-se por uma área de 2161,46 km², com 855 894 habitantes.